# Le Père Duchêne (XIXe siècle)
Pour les articles homonymes, voir Le Père Duchesne.
Le Père Duchêne est le titre d’un journal français qui a paru durant les périodes révolutionnaires du XIXe siècle. Il empruntait son titre au Père Duchesne publié sous la Révolution française, l’organe de presse des hébertistes principalement par Jacques Hébert. Après la mort d’Hébert, le titre a reparu avec toutes sortes de variantes (La Mère Duchesne, Les Fils du père Duchesne, Le Fils du père Duchêne illustré, etc.) au moins une centaine de fois depuis 1790, notamment pendant la révolution de 1848 et la Commune de Paris de 1871.

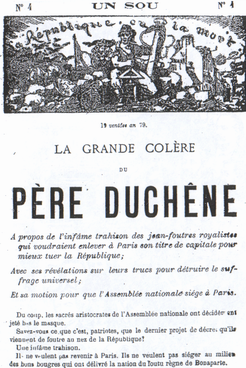
N°4, 19 ventôse an 79 (10 mars 1871).

## Pendant la Commune
La série publiée sous ce titre durant la Commune de Paris a pour rédacteurs Eugène Vermersch, Maxime Vuillaume et Alphonse Humbert. Ces noms apparaissent seulement sur les trois derniers numéros, les autres sont signés le Père Duchêne, marchand de fourneaux. Chaque fascicules contient 8 pages, et est illustré sur le titre d'une vignette légendée 'La République ou la mort'. Il fut l'un des six journaux supprimés par le général Vinoy, avant la Commune proprement dite, il en était alors à son cinquième numéro. Après une brève interruption, le numéro 6 et les suivants sortirent pendant la Commune. La série compte 68 numéros parus du 6 mars au 22 mai 1871.  
Le Père Duchêne fut la propriété de cinq associés, trois rédacteurs et deux vendeurs. De tendance blanquiste, extrêmement radicale et intransigeante, elle utilise le langage outrancier de ses devancières. La revue a été tirée jusqu’à 70 000 exemplaires.   
Élie Reclus considère le Père Duchêne comme « le plus ignoble, parce qu’il veut l’être ». 
Un numéro 69 – ce numéro est un faux – recherché par les bibliophiles, a été publié en 1882 à Rotterdam à 100 exemplaires.